# Mina antitancs
Una mina antitancs és una mina destinada a ser menys sensible a la pressió i amb una major càrrega explosiva, amb la finalitat de destruir un vehicle blindat, com ara un tanc.
Es va utilitzar per primera vegada a gran escala a la Segona Guerra Mundial. Les mines antitancs requereixen una pressió de més de 150 quilograms per a explotar i, per tant, poden ser activades pels cotxes, tancs i motocicletes, però són inofensives pels humans i animals. El seu funcionament bàsic és similar al d'una mina explosiva. L'ús d'aquest tipus de mina està permès pel Tractat d'Ottawa. Normalment la instal·lació de mines es fa distribuint mines antitancs i mines antipersona en el mateix camp, de manera que siguin més difícils de localitzar i eliminar.